# Paul Hofer (Fußballspieler, 1990)
Paul Hofer (* 18. November 1990 in Judenburg) ist ein österreichischer Fußballspieler auf der Position eines Abwehrspielers. Zurzeit spielt er beim Absteiger aus der zweitklassigen Ersten Liga, dem DSV Leoben in der drittklassigen österreichische Regionalliga Mitte.

## Karriere

### Jugend und Amateurfußball
Hofer begann seine aktive Karriere als Fußballspieler im Jahre 1997 beim FC Zeltweg aus der Stadtgemeinde Zeltweg im Bezirk Judenburg. Dort kam er bis 2005 in den Jugendmannschaften zum Einsatz und wechselte im Juli desselben Jahres leihweise zum Grazer AK in die steirische Landeshauptstadt Graz. Dort war er allerdings nur bis zum 19. Juni 2006 engagiert und solle wieder zu seinem Stammverein, dem FC Zeltweg zurückkehren. Allerdings wurde Hofer einen Tag später als Spieler erneut beim Grazer AK gemeldet, bei dem er daraufhin bis Anfang September 2006 blieb. Danach nahm ihn der SV Rottenmann, der in der tausendjährigen Bergstadt Rottenmann ansässig ist, von 2006 bis 2007 in seine Nachwuchsmannschaften auf.

### Vereinskarriere
Anfang Juli 2007 kam Hofer zu den Amateuren des DSV Leoben, für die er in der fünftklassigen steirischen Oberliga Nord zu einer Vielzahl von Einsätzen kam.
Sein Debüt als Profifußballspieler gab er am 3. Oktober 2008 beim 3:2-Heimsieg über den FC Lustenau 07, als er in der 91. Spielminute für Herbert Rauter eingewechselt wurde. Dies blieb bis heute sein einziger Profieinsatz in seiner noch kurzen Karriere. Am Ende der Saison musste Hofer mit der Mannschaft, die über 56 Jahre lang in einer der beiden höchsten Spielklassen vertreten war, wegen des zuvor gestellten Konkursantrages und der ausstehenden Verbindlichkeiten zwangsabsteigen. Seitdem tritt der Verein in der Regionalliga Mitte, der höchsten Amateurklasse des Landes auf.